# 清涼殿

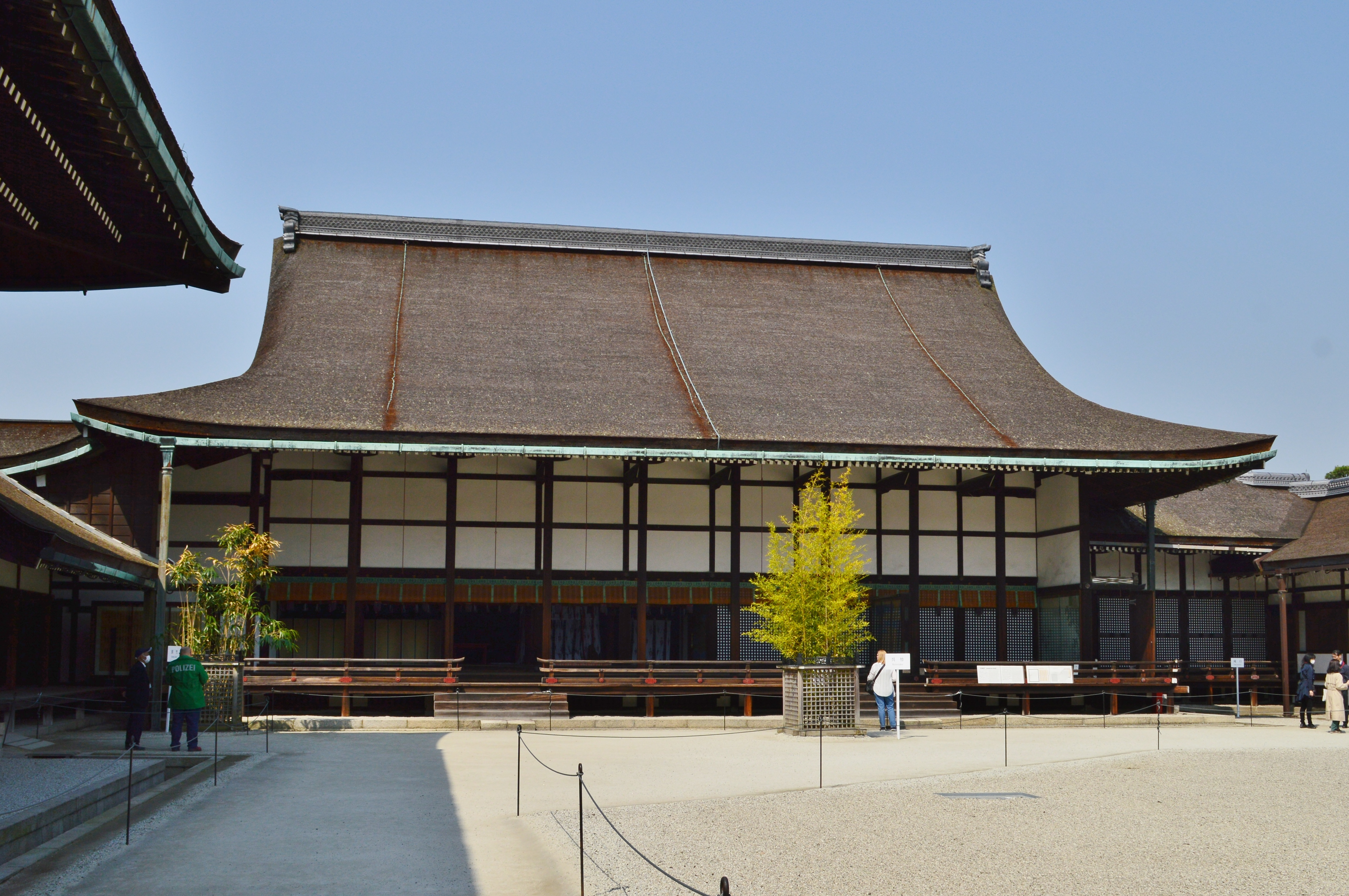
清涼殿（京都御所）

清涼殿（せいりょうでん）とは、平安京の内裏における殿舎のひとつ。仁寿殿の西、後涼殿の東。

## 概要

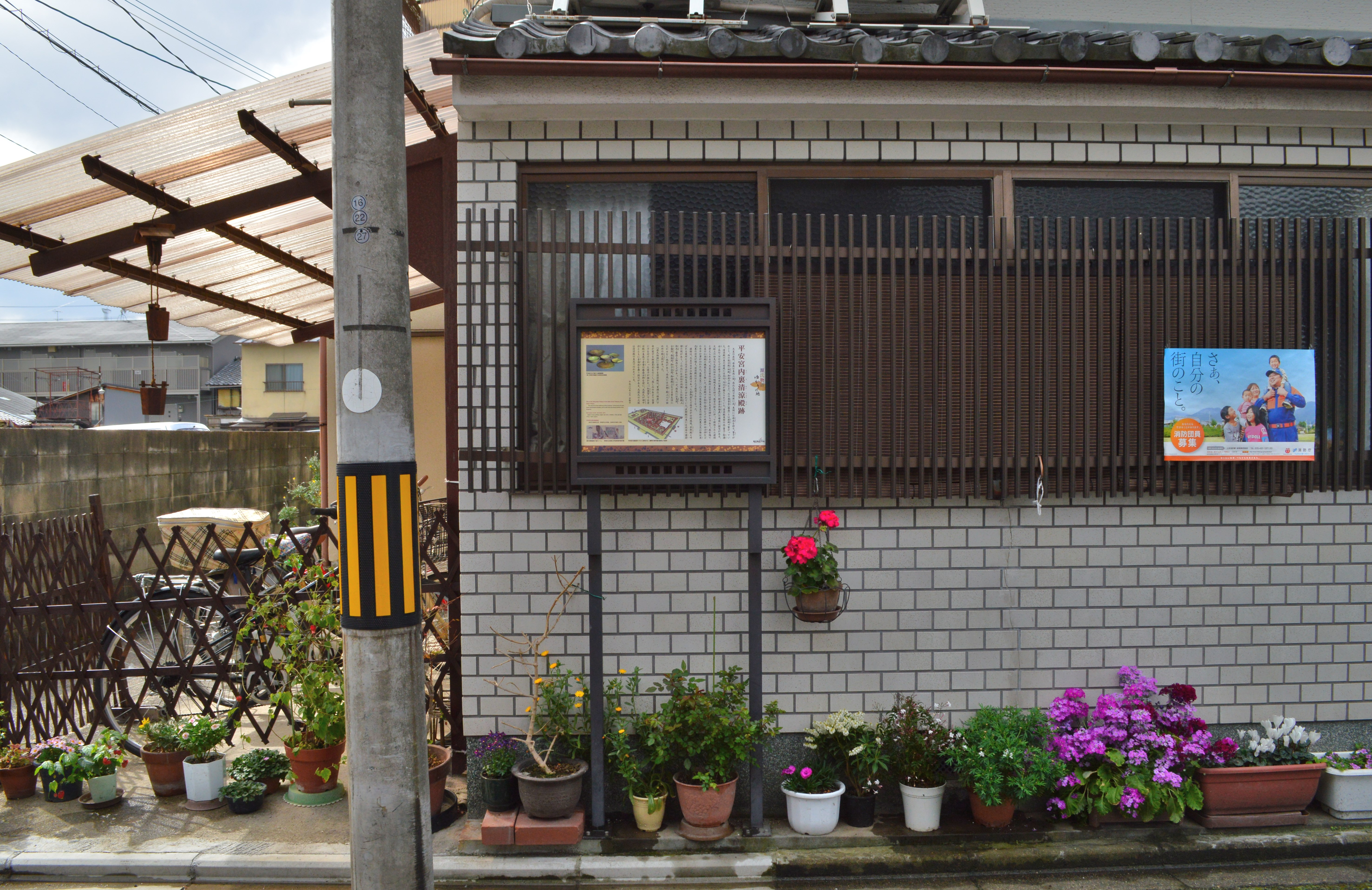
平安京内裏 清涼殿跡京都市上京区田中町。

平安時代初期、天皇の日常生活の居所として仁寿殿や常寧殿が使用されていたが、中期にはこの清涼殿がもっぱら天皇の御殿とされ、紫宸殿が儀式を行う殿舎であるのに対し、日常の政務の他四方拝・叙位・除目などの行事も行われた。ただしこの清涼殿も次第に儀式の場としての色彩を強め、中世以降は清涼殿に替わって常御所が日常の居所となった。
内裏は鎌倉時代に火災にあってからは再建されることがなかったが、清涼殿は臨時の皇居である里内裏において清涼殿代として再建され、現在の京都御所（これも元は里内裏である）にも安政2年（1855年）に古式に則って再建されたものが伝わっている。 

## 構造
建物の規模は九間四面、身舎（もや）が南北五間・東西二間で四方に廂があり、東の廂を弘廂（ひろびさし）と呼ぶ。屋根は檜皮葺の入母屋造。正面は東で、清涼殿東にある庭を東庭と称し北に呉竹の台、南に河竹台がある。この東庭で明治以前まで小朝拝などの行事が行なわれた。
天皇が主に居住するのは中心の昼御座（ひのおまし:天皇出御の場）・夜御殿（よんのおとど:天皇の寝所の塗籠）で、その北には弘徽殿上御局・藤壺上御局（后妃の伺候する部屋）がある。西側の廂には北から順に御湯殿上（おゆどののうえ:天皇の食事を用意する）、御手水間（おちょうずのま:天皇の調髪を行う）、朝餉間（あさがれいのま:天皇が朝食を取る）、台盤所（だいばんどころ:食事を載せた台を置く）、鬼の間（おにのま:厨子などを置く）が並ぶ。
南廂の殿上間は公卿・殿上人らが伺候する場であり、昼御座・鬼の間との間に櫛形の窓が開いていた。殿上間にはその日に当直している公卿らの名を記した日給の簡（ひだまいのふだ）が置かれた。また天皇の玉座である御椅子（ごいし）、その隣に文杖（ぶんじょう）がある。
東廂の東南には床を漆喰で突き固めた石灰の壇（いしばいのだん）があり、そこで伊勢神宮などへの遙拝が毎朝行われた。石灰の壇には塵壺という炉があり、寒中にはそこで火が熾された。

## 鬼の間
古来から日本に伝わる家相では、北東は鬼門とみなされ、京都御所、築地塀の「猿ヶ辻」が基になっているが、清涼殿内部には鬼の間が存在した。清涼殿の南西隅、すなわち裏鬼門の位置にある。大和絵師、飛鳥部常則が康保元年（964年）に鬼を退治する白沢王像を描いたとされる。 順徳天皇が著した『禁秘抄』に絵について記述がある。壁に描かれていた王は、一人で剣をあげて鬼を追う勇姿であり、それを白沢王といい、古代インド波羅奈国（はらなこく）の王であり、鬼を捕らえた剛勇の武将であると言う説がある。現在の建物（鬼の間）に、白澤王の絵は描かれていない。なお、江戸中期の随筆「夏山雑談」には、白沢王は李将軍、「白澤王」としても記されている。昭和43年、皇居東御苑が一般公開されたが、京都御所はGHQの管理下でありながら、昭和21年11月に一般公開されている、しかし現在でも鬼の間は一般公開されていないと、述べている。これについて、家相を研究する小池康寿は著書『日本人なら知っておきたい正しい家相の本』において、京都御所や天皇家が鬼の災い、神の祟り（自然災害、火災、疫病の蔓延）を恐れて築地塀を凹ませていたとするより、庶民に災厄が及ばぬように皇室が一手に凹み（猿ヶ辻）で受けとめ、御所内部の清涼殿の鬼の間に導いて鬼を切り倒すことで世の安泰を願っていた（宮中祭祀）と解釈した方が自然であると論じ、外から見た御所の塀の凹みのみに注目した庶民の単純な考えが鬼門除けの発想に繋がったと考えるのが理に適うとしている。

## 調度など

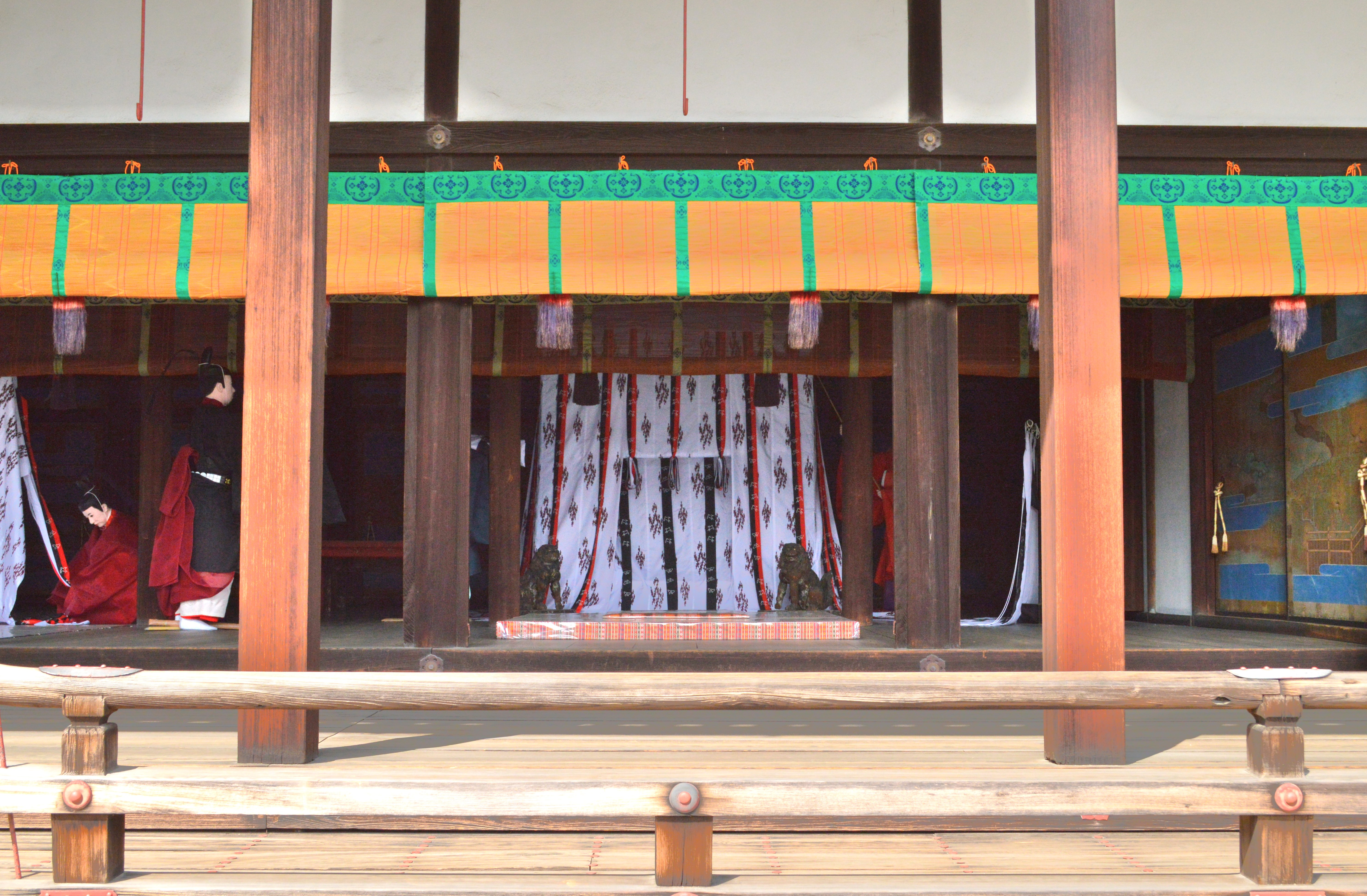
京都御所清涼殿における昼御座（手前）と御帳台（奥）

御帳台（みちょうだい）
昼御座の後方にあった天皇の休息所。帳の前には獅子と狛犬が置かれていた。
荒海障子（あらうみのしょうじ）
弘廂の北端に立てられた布張りの障子（襖）。高さ9尺、表には墨で荒海の中島に手長人、足長人のいる図、裏に宇治の網代で氷魚をすなどる図が描いてあった。この障子については『枕草子』や『太平記』で言及されている。
昆明池障子（こんめいちのしょうじ）
弘廂で二間と上御局とのさかいに立てられていた衝立障子。表面（南面）には昆明池の図が、裏面（北面）には嵯峨野小鷹狩の図がそれぞれ描かれる。昆明池とは中国漢の武帝が長安の西方に、軍兵に水上戦をならわせるため造った周囲40里の池のことである。
時の簡（ときのふだ）
時刻を示すために殿上の小庭に立てて置いた簡（ふだ）である。杙でささえて、時刻ごとにたてかえ、内豎がその勤めにあたった。時の簡の位置については、禁腋秘抄に「下侍二間あり、東は妻戸なり、次一間蔀なり。二つにわりて、西は、おろして、御膳（もの）棚をその前に立て、そばに時の簡をたてたり」とある。一昼夜12時を各時4刻にわけ、第4刻のときのみ時の杙をさしたらしい。